# نيلز كريستيان كريستنسن
نيلز كريستيان كريستنسن هو لاعب رماية دنماركي، ولد في 1881، وتوفي في 18 مايو 1945 في إقليم ميديولند في الدنمارك.

## وصلات خارجية
- نيلز كريستيان كريستنسن على موقع أوليمبيديا (الإنجليزية)